# Руссе, Жан
Жан Руссе (фр.  Jean Rousset, 10 февраля 1910, Женева — 15 сентября 2002, там же) — швейцарский филолог, исследователь литературы барокко. Ведущий представитель женевской школы в литературоведении (Жан-Пьер Ришар, Жорж Пуле, Жан Старобинский и др.).

## Биография
Окончил юридический (1932), а затем филологический (1938) факультет Женевского университета. Его учителями были Альбер Тибоде и Марсель Ремон. В 1938—1943 преподавал в Германии, организовывал среди студентов группы сопротивления нацизму.

## Научные интересы
Основные труды Руссе посвящены литературе барокко и, шире, семнадцатого века, его книга «Французская литература эпохи барокко. Цирцея и павлин» (1953) стала новым открытием барокко во Франции. Он составил и откомментировал несколько представительных антологий французской словесности XVII в. Среди прочего, Руссе принадлежат работы о форме дневника и эго-повествования в европейской литературе, об образе Дон Жуана. Он переводил немецкую литературу (Ангелус Силезиус, Андреас Грифиус) на французский язык

## Преподавательская деятельность
Преподавал в Галле и Мюнхене. Профессор французской литературы в Женевском университете (1953—1976).

## Избранные публикации
- La Littérature de l'âge baroque en France. Circé et le Paon, Paris, José Corti, 1953
- Forme et Signification. Essais sur les structures littéraires de Corneille à Claudel, Paris, José Corti, 1962
- L’Intérieur et l’Extérieur. Essais sur la poésie et sur le théâtre au 17e siècle, Paris, José Corti, 1968
- Narcisse romancier. Essai sur la première personne dans le roman, Paris, José Corti, 1973
- Le Mythe de Don Juan, Paris, Armand Colin, 1978
- Leurs yeux se rencontrèrent. La scène de première vue dans le roman, Paris, José Corti, 1981
- Le Lecteur intime. De Balzac au Journal, Paris, José Corti, 1986
- Passages, échanges et transpositions, Paris, José Corti, 1990
- Dernier regard sur le baroque, Paris, José Corti, 1998
- L’aventure baroque, Carouge-Genève, éd. Zoé, 2006

## Признание
Член Бельгийской королевской академии французского языка и литературы, римской Академии деи Линчеи, почетный доктор университета Париж-IV-Сорбонна, Лозаннского университета, университетов Венеции, Тренто, Клуж-Напока.